# San Simón de Guerrero (kommun)
San Simón de Guerrero är en kommun i Mexiko.   Den ligger i delstaten Mexiko, i den södra delen av landet, 110 km sydväst om huvudstaden Mexico City.
Följande samhällen finns i San Simón de Guerrero:
- San Simón de Guerrero
- San Diego Cuentla
- Barrio San José
- Estancia Vieja
- Barrio San Pedro
- Barrio Santa Rosa
- El Mango Cuentla
- Barrio del Monte
- El Jocoyol Cuentla
- Rincón de los Trigos